# Wurzelbergfarmde
Das Naturschutzgebiet Wurzelbergfarmde liegt im Landkreis Saalfeld-Rudolstadt und im Landkreis Sonneberg in Thüringen. 
Es erstreckt sich nordöstlich des Pumpspeicherwerkes Goldisthal zwischen dem westlich gelegenen Goldisthal und dem östlich gelegenen Neuhaus am Rennweg. Am südwestlichen Rand des Gebietes verläuft die Landesstraße L 1112, nordöstlich verläuft die L 1147.

## Bedeutung
Das 238,6 ha große Gebiet mit der NSG-Nr. 118 wurde im Jahr 1961 unter Naturschutz gestellt. 